# Weldon (Saskatchewan)
Weldon è un villaggio del Canada, situato nella provincia dello Saskatchewan.